# Championnat international de Formule 3000 1991
Navigation
Édition précédente Édition suivante
Le championnat international de F3000 1991 a été remporté par le Brésilien Christian Fittipaldi, sur une Reynard-Mugen de l'écurie Pacific Racing. 

## Règlement sportif
- L'attribution des points s'effectue selon le barème 9,6,4,3,2,1

## Courses de la saison 1991
| Date         | Lieu              | Vainqueur            | Nationalité | Voiture          | Écurie             |
| 14 avril     | Vallelunga        | Alessandro Zanardi   | Italie      | Reynard-Mugen    | Barone Rampante    |
| 19 mai       | Pau               | Jean-Marc Gounon     | France      | Ralt-Cosworth    | 3001 International |
| 9 juin       | Jerez             | Christian Fittipaldi | Brésil      | Reynard-Mugen    | Pacific            |
| 23 juin      | Mugello           | Alessandro Zanardi   | Italie      | Reynard-Mugen    | Barone Rampante    |
| 7 juillet    | Enna-Pergusa      | Emanuele Naspetti    | Italie      | Reynard-Cosworth | Forti              |
| 27 juillet   | Hockenheimring    | Emanuele Naspetti    | Italie      | Reynard-Cosworth | Forti              |
| 18 août      | Brands Hatch      | Emanuele Naspetti    | Italie      | Reynard-Cosworth | Forti              |
| 24 août      | Spa-Francorchamps | Emanuele Naspetti    | Italie      | Reynard-Cosworth | Forti              |
| 22 septembre | Le Mans           | Antonio Tamburini    | Italie      | Reynard-Mugen    | Pacific            |
| 6 octobre    | Nogaro            | Christian Fittipaldi | Brésil      | Reynard-Mugen    | Pacific            |

## Classement des pilotes
| Classement | Pilote                | Pays        | Voiture                        | Écurie             | Nombre de points |
| ---------- | --------------------- | ----------- | ------------------------------ | ------------------ | ---------------- |
| 1er        | Christian Fittipaldi  | Brésil      | Reynard-Mugen                  | Pacific            | 47               |
| 2e         | Alessandro Zanardi    | Italie      | Reynard-Mugen                  | Barone Rampante    | 42               |
| 3e         | Emanuele Naspetti     | Italie      | Reynard-Cosworth               | Forti              | 37               |
| 4e         | Antonio Tamburini     | Italie      | Reynard-Mugen                  | Pacific            | 22               |
| 5e         | Marco Apicella        | Italie      | Lola-Mugen                     | Paul Stewart       | 18               |
| 6e         | Jean-Marc Gounon      | France      | Ralt-Cosworth                  | 3001 International | 13               |
| 7e         | Damon Hill            | Royaume-Uni | Lola-Cosworth Reynard-Cosworth | Jordan             | 11               |
| 8e         | Vincenzo Sospiri      | Italie      | Lola-Cosworth                  | Jordan             | 9                |
| 9e         | Eric Hélary           | France      | Reynard-Cosworth               | First Cobra        | 9                |
| 10e        | Andrea Montermini     | Italie      | Ralt-Cosworth                  | 3001 International | 8                |
| 11e        | Giuseppe Bugatti      | Italie      | Reynard-Mugen                  | Barone Rampante    | 6                |
| 11e        | Karl Wendlinger       | Autriche    | Reynard-Cosworth               | RSM Marko          | 6                |
| 13e        | Fabrizio Giovanardi   | Italie      | Lola-Cosworth Reynard-Cosworth | Forti              | 6                |
| 14e        | Heinz-Harald Frentzen | Allemagne   | Lola-Mugen                     | Vortex             | 5                |
| 15e        | Laurent Aiello        | France      | Lola-Mugen                     | DAMS               | 4                |
| 16e        | Allan McNish          | Royaume-Uni | Lola-Mugen                     | DAMS               | 2                |
| 16e        | Philippe Gache        | France      | Lola-Cosworth                  | Galaxy             | 2                |
| 18e        | Alain Menu            | Suisse      | Reynard-Cosworth               | Cobra              | 2                |
| 19e        | Gabriel Furlan        | Argentine   | Reynard-Judd                   | Junior Team        | 1                |